# Hippocephala albosuturalis
Hippocephala albosuturalis là một loài bọ cánh cứng trong họ Cerambycidae.